# Sonate K. 112
La sonate K. 112 (F.71/L.298) en si bémol majeur est une œuvre pour clavier du compositeur italien Domenico Scarlatti.

## Présentation
La sonate K. 112 en si bémol majeur, notée Allegro, est monothématique, entièrement conçue sur un rythme :
alors que la main gauche survole ces figures en croisant la main droite.

## Manuscrits
Le manuscrit principal est le numéro 15 du volume XV de Venise (1749), copié pour Maria Barbara ; les autres sont Parme III 23, Münster V 11 et Vienne A 9.

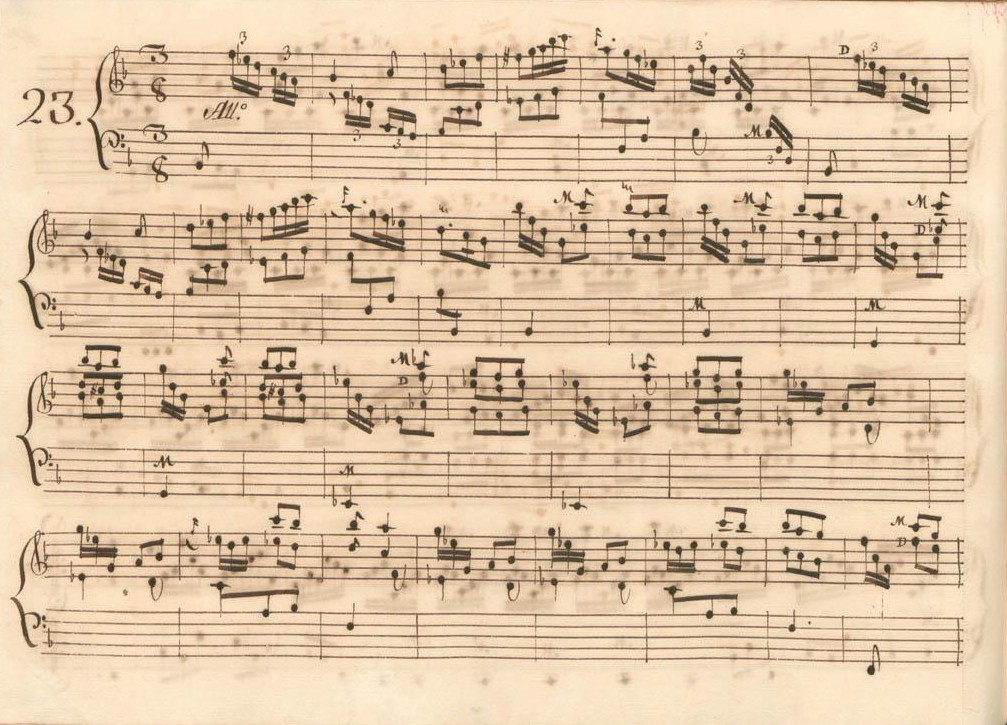
Parme III 23.
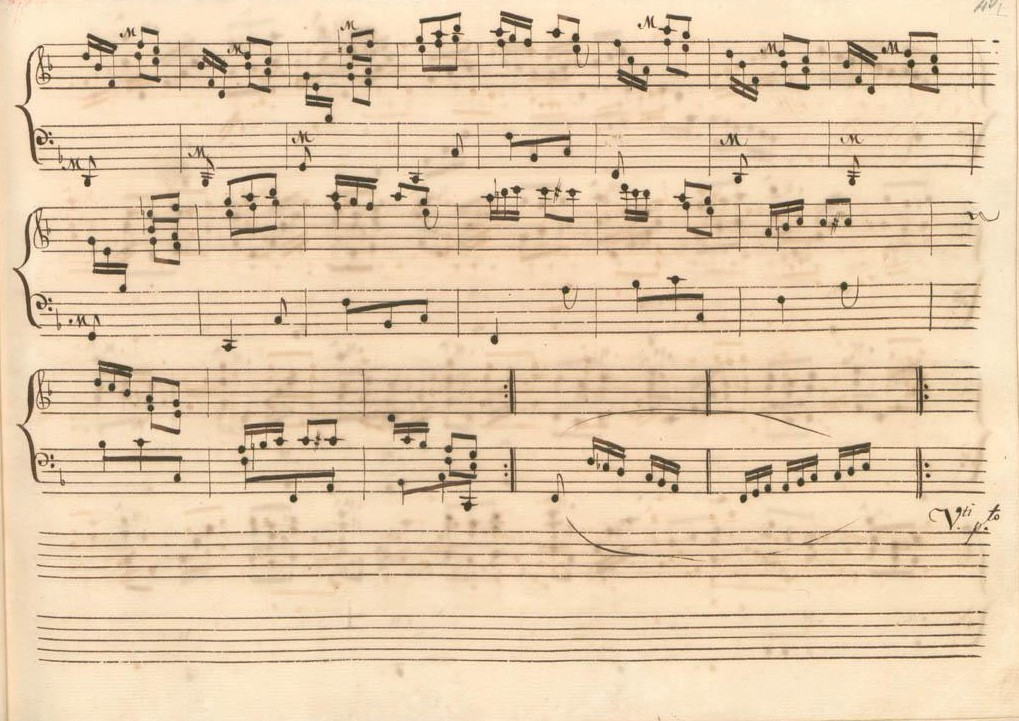
Parme III 23 (fin première section).
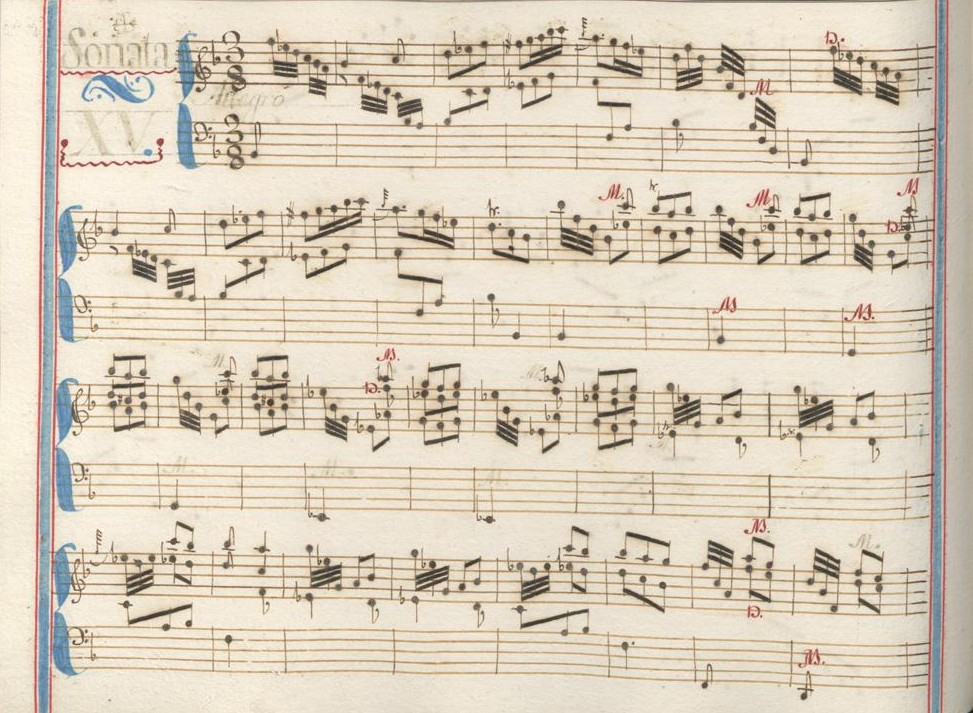
Venise XV 15.

## Interprètes
La sonate K. 112 est défendue au piano notamment par Ievgueni Zarafiants (1999, Naxos, vol. 6), Carlo Grante (2009, Music & Arts, vol. 2) et Christian Ihle Hadland (2018, Simax) ; au clavecin par Scott Ross (1985, Erato), Richard Lester (2005, Nimbus, vol. 6) et Pieter-Jan Belder (Brilliant Classics, vol. 3).

### Sources
: document utilisé comme source pour la rédaction de cet article.
- Ralph Kirkpatrick (trad. de l'anglais par Dennis Collins), Domenico Scarlatti, Paris, Lattès, coll. « Musique et Musiciens », 1982 (1re éd. 1953 (en)), 493 p. (ISBN 978-2-7096-0118-4, OCLC 954954205, BNF 34689181).
- Alain de Chambure, « Domenico Scarlatti : Intégrale des sonates — Scott Ross », Erato (2564-62092-2), 1985 (OCLC 891183737) .